# Weiße Taubnessel
Die Weiße Taubnessel (Lamium album) ist eine Pflanzenart aus der Gattung Taubnesseln (Lamium) innerhalb der Familie der Lippenblütengewächse (Lamiaceae).

## Namensgebung
Taubnessel-Arten haben im Gegensatz zur Gattung Brennnesseln keine Brennhaare und sind auch nicht direkt mit ihr verwandt. Die Ähnlichkeit der Blattform zur Brennnessel führte zum deutschsprachigen Namensteil „Nessel“ im deutschsprachigen Trivialnamen Taubnessel dieser Gattung.

## Beschreibung

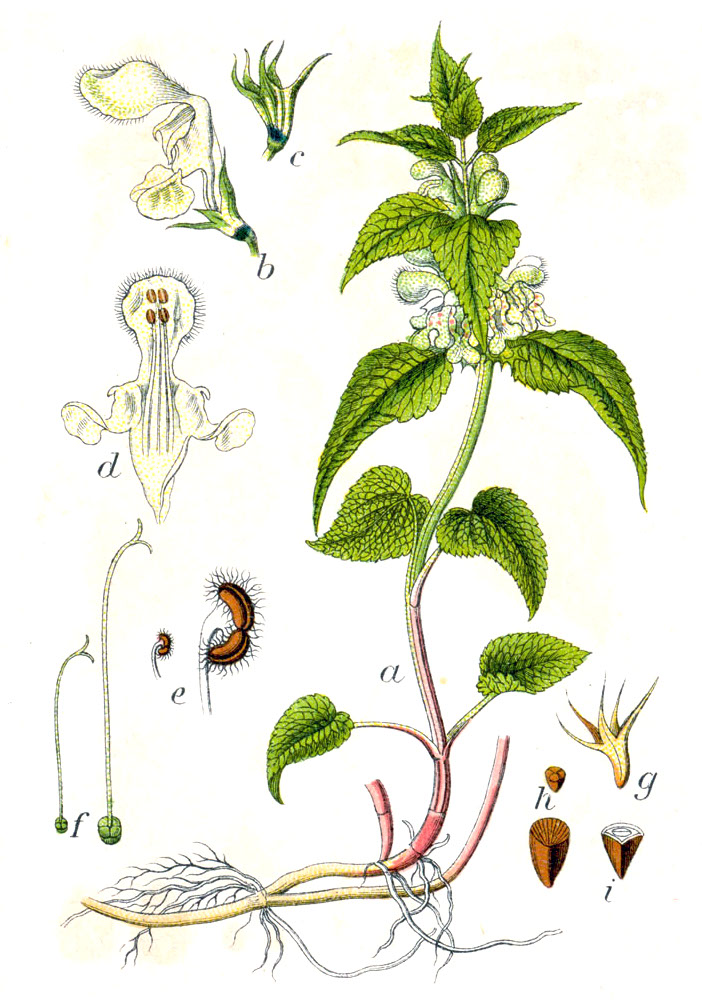
Illustration aus Jacob Sturm: Deutschlands Flora in Abbildungen, 1796

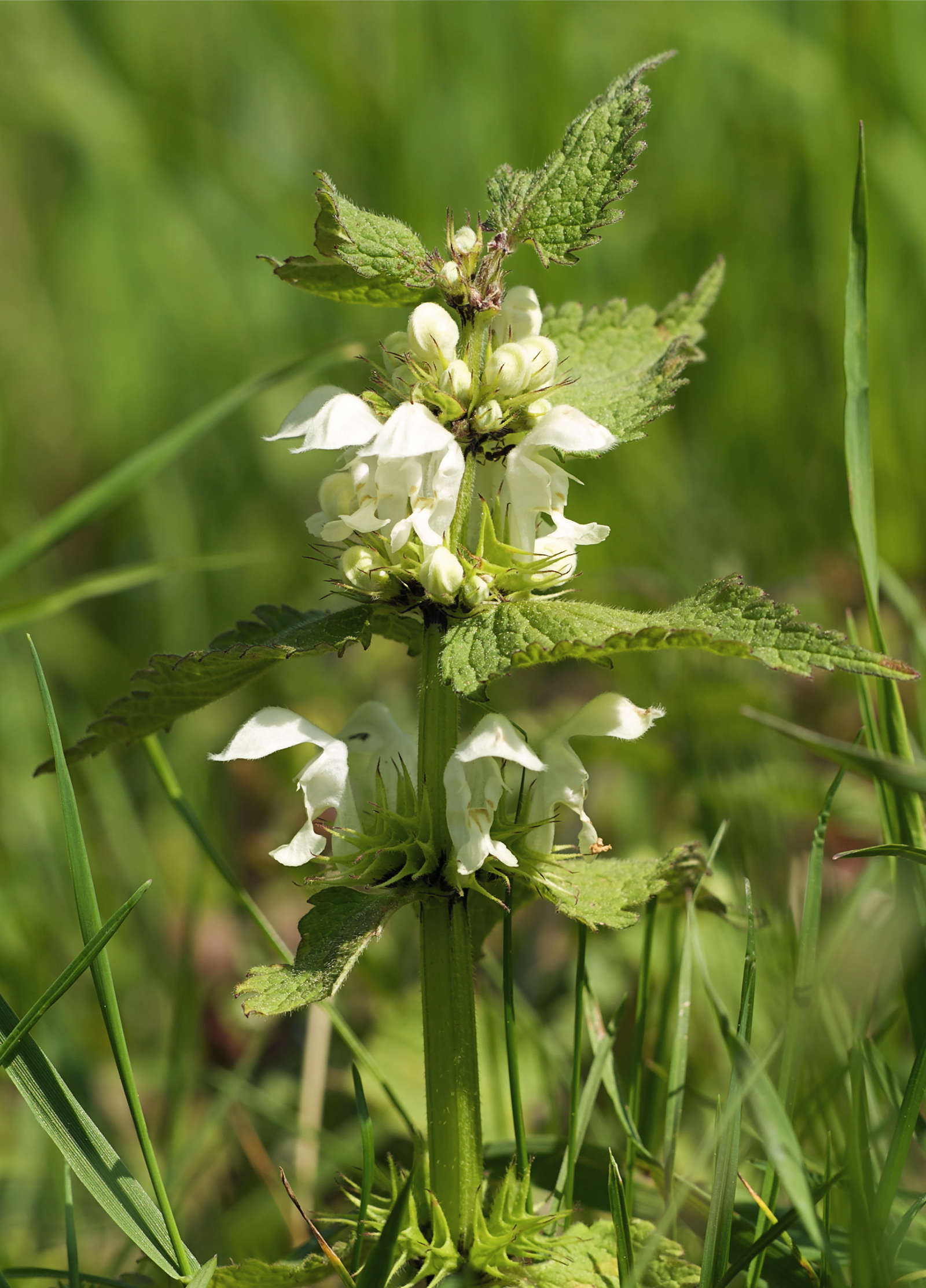
Ausschnitt des Blütenstandes, gut zu erkennen ist der vierkantige Stängel

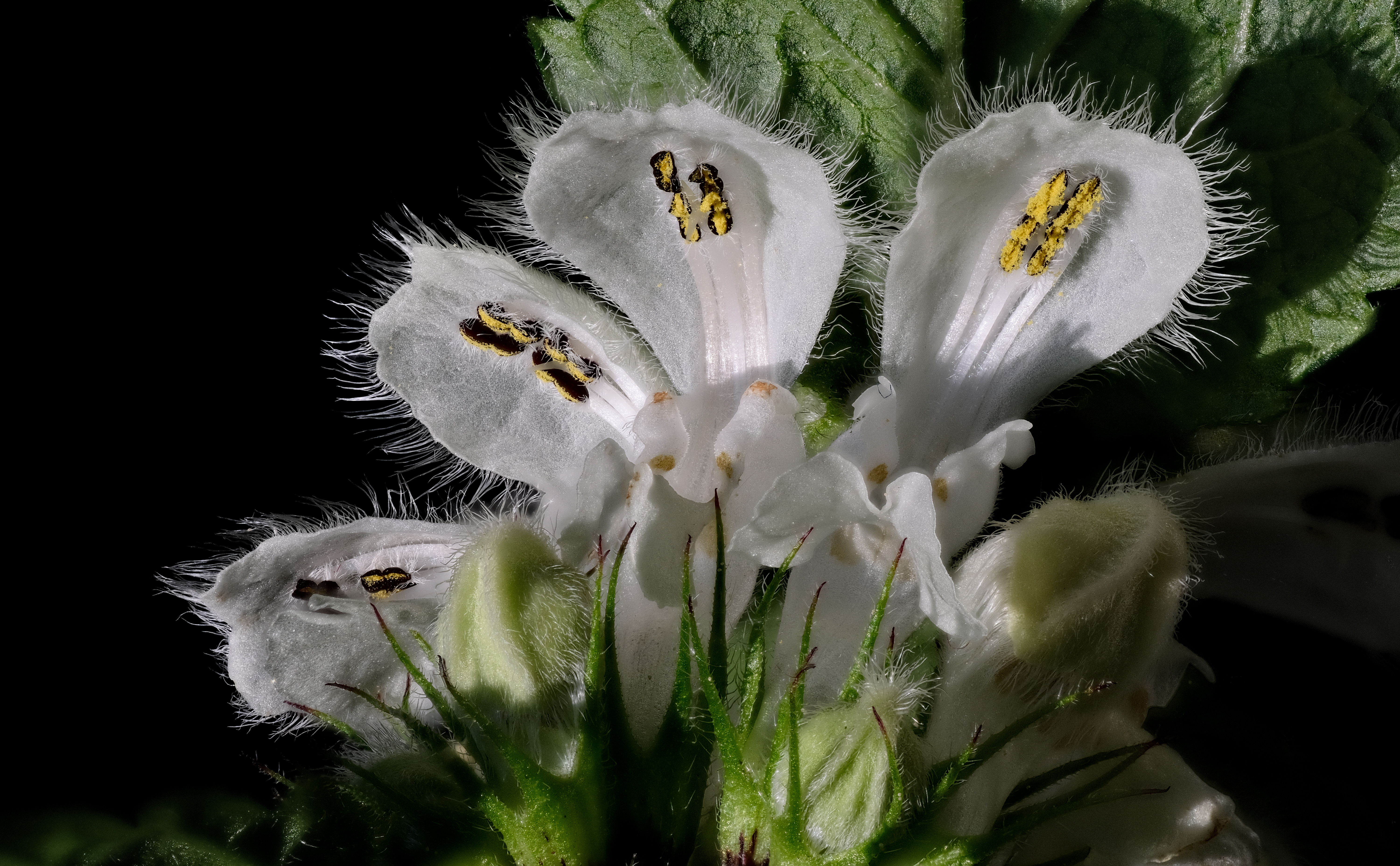
Blüten von unten gesehen, mit schwarzen Staubbeuteln und hellgelbem Pollen

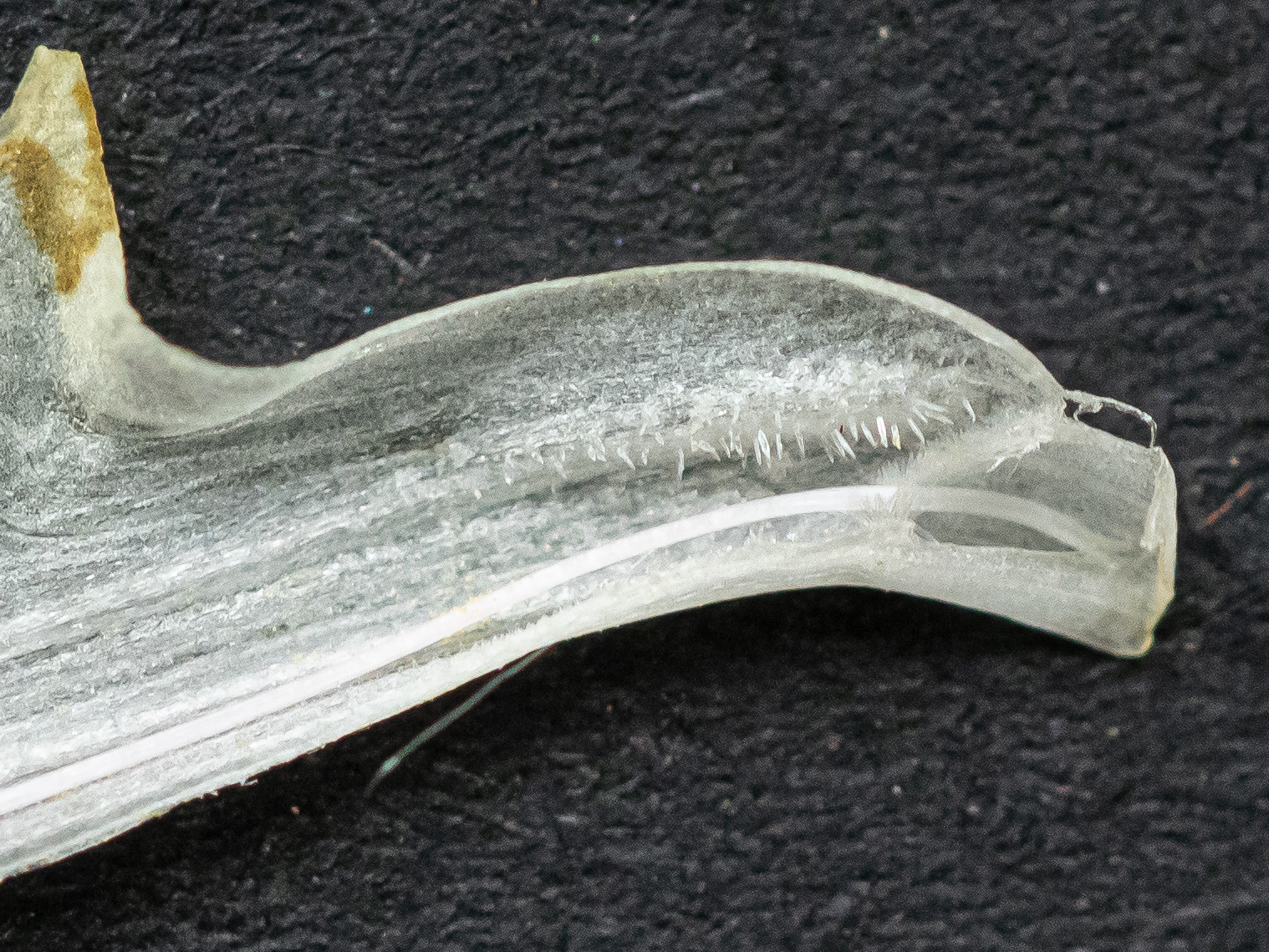
Haarring in der Kronröhre

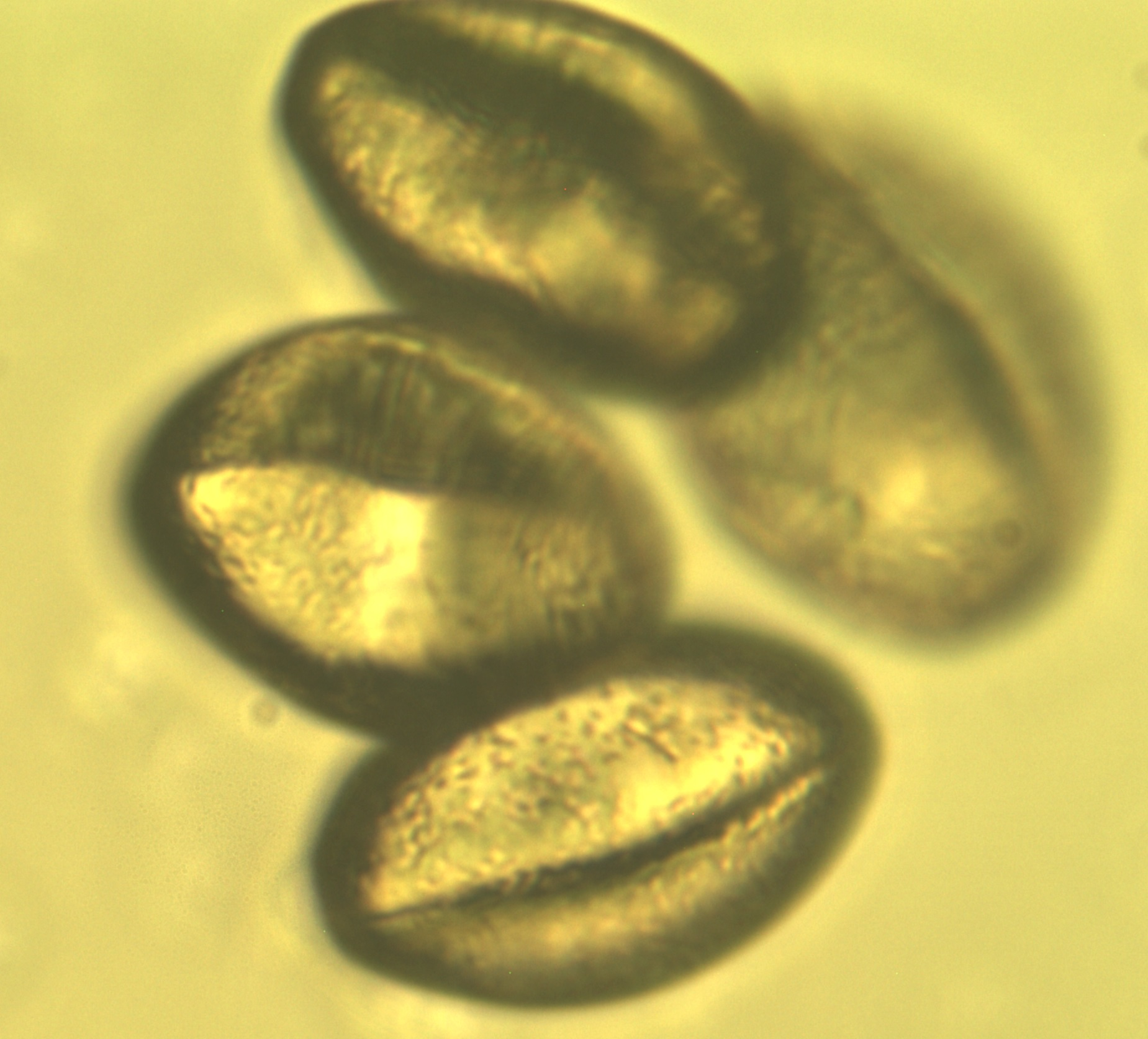
Pollen einer Weißen Taubnessel (400×)

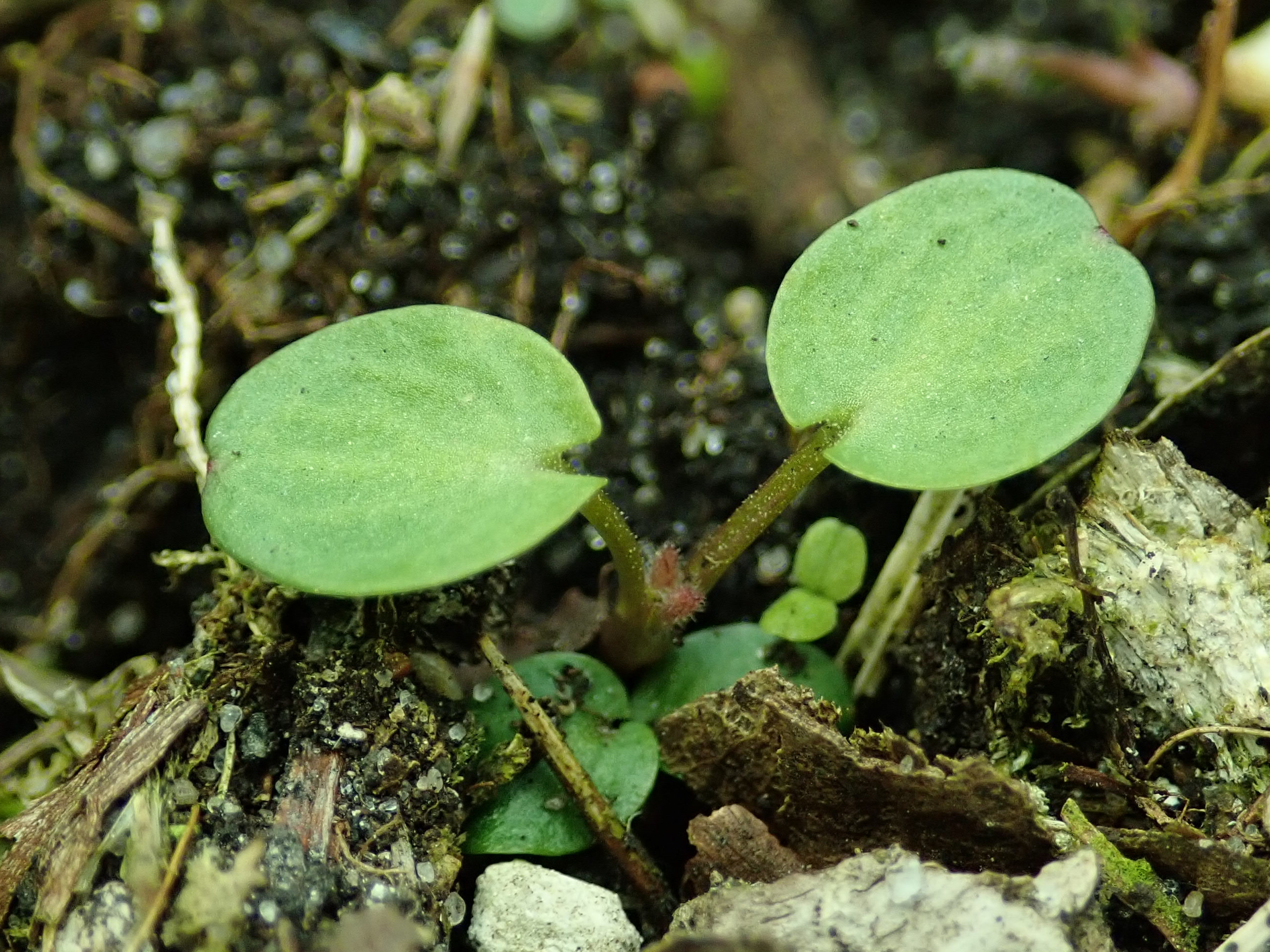
Sämling mit den beiden Keimblättern

### Vegetative Merkmale
Die Weiße Taubnessel ist eine ausdauernde, krautige Pflanze, die Wuchshöhen von meist 25 bis 40 (10 bis 95) Zentimetern erreicht. Es wird ein sehr kurzes bis einige Dezimeter langes, manchmal verholzendes Rhizom und krautige Ausläufer gebildet. Der oft liegende und einfache Stängel ist bei einer Breite von meist 2 bis 3 (1,5 bis 4) Millimetern vierkantig und an seiner Basis verkahlend bis kahl, im oberen Bereich anliegend flaumig behaart.
Die kreuzgegenständig am Stängel angeordneten Laubblätter sind in Blattstiel und -spreite gegliedert. Der Blattstiel ist mit einer Länge von meist 1,5 bis 5 (0,5 bis 8,5) Zentimetern meist kürzer als die Blattspreite. Die einfache Blattspreite der Stängelblätter ist bei einer Länge von 3 bis 7 (2 bis 11) Zentimetern sowie einer Breite von 2 bis über 4 Zentimetern eiförmig bis eiförmig-längliche mit herzförmiger, sich verschmälender oder gestutzter Spreitenbasis und spitzem bis lang zugespitztem oberen Ende. Der Blattrand grob gekerbt bis einfach oder doppelt gezähnt oder gesägt. Sie ist beiderseits locker bis spärlich anliegend flaumig behaart.

### Generative Merkmale
Die Blütezeit reicht von April bis September oder Oktober. Die laubblattähnlichen, aber fast sitzenden Tragblätter sind meist 3 bis 8 (2 bis 12) Zentimeter lang. Der Blütenstand besteht aus vier bis fünf (drei bis sieben) Scheinquirlen. Die Deckblätter sind bei einer Länge von 2 bis 6 (1 bis 12) Millimetern sowie einer Breite von 0,5 bis 1 Millimetern linealisch und sowohl rau als auch kurz drüsig behaart. 6 bis 16 sitzende Blüten befinden sich in einem Scheinquirl.
Die zwittrigen Blüten sind zygomorph und fünfzählig mit doppelter Blütenhülle. Die fünf 1 bis 1,5, selten bis zu 2 Zentimeter langen Kelchblätter sind auf weniger oder mehr als die Hälfte ihrer Länge glockig verwachsen. Der haltbare Kelch ist an seiner Basis kahl und ist nach oben hin spärlich rau behaart, besitzt meist fünf, selten zehn Nerven und verlängert sich bis zur Fruchtreife. Durch weite Buchten sind die fünf sternförmig ausgebreiteten Kelchzähne getrennt. Die fünf schmal-dreieckigen oder lanzettlichen Kelchzähne sind an den Rändern kurz drüsig behaart und in pfriemliche obere Enden ausgezogen. Die Kronröhre wird meist vom Kelch überragt. Die fünf weißen, gelblich-weißen, manchmal rötlich überlaufenen oder selten rosafarbenen, 2 bis 3 (1,75 bis 3,5) Zentimeter langen Kronblätter sind verwachsen. Die aufwärts gebogene Kronröhre besitzt innen einen schrägen Haarring, ist außen an der Basis kahl, aber nach oben hin kurz flaumig behaart und ist 1,5 bis 2 (1 bis 2,25) Zentimeter lang mit einem Durchmesser von 2 bis 2,5 Millimetern. Die Blütenkrone ist zweilippig. Kronunterlippe und -oberlippe sind etwa gleich lang. Die Oberlippe ist bei einer Länge von meist 8 bis 10 (6 bis 12) Millimetern sowie einer Breite von 5 bis 6 Millimetern, verkehrt-eiförmig und gewölbt, mit gerundetem, gestutzem, ausgerandetem oder stumpfem oberen Ende, gewelltem Rand, innen kahl und außen samtig behaart. Die etwas gekrümmte, kahle, 1 bis 1,2 Zentimeter lange Unterlippe besitzt zwei bei einer Länge von bis zu 2 Millimetern kreisförmige, gerundete Seitenlappen, die jeweils einen bei einer Länge 1 Millimetern pfriemlichen Fortsatz tragen. Ihr bei einer Länge von 3 bis 6 Millimetern sowie einer Breite von 3 bis 8 Millimetern verkehrt-nierenförmiger Mittellappen mit gewelltem, bewimperten Rand ist durch einen tiefen Einschnitt in zwei ausgerandete Zipfel geteilt. Es gibt zwei kürzere und zwei längere Staubblätter, die alle fertil sind und parallel angeordnet sind und nicht über die Oberlippe hinausreichen. Die zwei vorderen Staubblätter sind mit einer Länge von 9 bis 11 Millimetern etwa 3 Millimeter länger als die hinteren. Die Staubfäden sind kurz drüsig behaart. Die dunkel-braunen, schwarz-purpurfarbenen bis schwarzen und weißzottig bebärteten Staubbeutel sind 1,5 bis 2 Millimeter lang sowie 0,75 bis 1 Millimeter breit und liegen unter der Oberlippe. Der Diskus ist etwa 0,5 Millimeter breit. Der fast kahle Griffel ist etwa 3 bis 4 Millimeter kürzer als die Blütenkrone und zweigabelig.
Die dunkel-grauen Klausen sind bei einer Länge von meist 3 bis 3,25 (2,75 bis 4) Millimetern sowie einem Durchmesser von meist 1,5 bis 1,75 (0,25 bis 2) Millimetern eiförmig und dreikantig mit kahler sowie warziger Oberfläche. Die Klausen besitzen ein weißliches Elaiosom.

### Pollen
Der Pollen ist hellgelb. Die Polleneinheit ist die Monade, die mit 26 bis 50 µm eine mittlere Größe aufweist. Das spheroidale Pollenkorn ist colpat. Die eingesunkenen Aperturen sind tricolpat.

### Chromosomensatz
Die Chromosomengrundzahl beträgt x = 9; bei den beiden Unterarten Lamium album subsp. album sowie Lamium album subsp. barbatum liegt Diploidie mit einer Chromosomenzahl von 2n = 18 vor.

## Ökologie
Bei der Weißen Taubnessel handelt es sich um einen hygromorphen, mesomorphen, plurienn-pollakanthen Hemikryptophyten. Die Pflanzenexemplare sind erst ab dem zweiten oder dritten Jahr blühfähig. Eine vegetative Vermehrung und Ausbreitung erfolgt durch Ausläufer. Ihre Ausläufer überwintern meist grün und bilden im folgenden Jahr Blühsprosse.
Blütenökologisch handelte es sich um Eigentliche Lippenblumen. Die Blüten sind homogam, also sind die männlichen und weiblichen Blütenorgane gleichzeitig fertil. Es kann sowohl Selbst- als auch Fremdbefruchtung erfolgen. Es liegt Selbstkompatibilität vor: Selbstbefruchtung führt erfolgreich zum Samenansatz. Bei ausbleibender Fremdbestäubung erfolgt Spontane Selbstbestäubung innerhalb einer Blüte. Aber in der Regel erfolgt Insektenbestäubung. Als Belohnung für Bestäuber ist Nektar vorhanden. Die Bestäubung erfolgt durch Bienen und Hummeln. Die Weiße Taubnessel gilt als wichtige Nektar- und Pollenpflanze für Honigbienen. Im Mittelalter wurde sie unter anderem als bynßauge bezeichnet. Die Bestäubung erfolgt jedoch überwiegend durch Hummeln, die aufgrund ihres langen Rüssels besser an den tiefliegenden Nektar der Blüte gelangen. Wie bei allen Lippenblütlern stellt das untere Blütenkronblatt einen idealen Anflugplatz für bestäubende Insekten dar. In der Kronröhre kann man einen Haarring sehen, der den Nektar schützt.
Die Bruchfrucht zerfällt in vier einsamige, geschlossen bleibende Teilfrüchte, hier Klausen genannt. Die Klausen sind die Diasporen. Die Ausbreitung der Diasporen erfolgt durch Autochorie oder Stomatochorie, also durch den Mund von Tieren. Die Klausen werden außer durch Ameisen (Formica-arten, Lasius niger) auch durch Weidevieh ausgebreitet.

## Standortbedingungen vonLamium albumsubsp.album
Die Lamium album subsp. album wächst in Mitteleuropa am Weg- und Wiesenrand sowie in Gräben, Hecken und auf Schuttplätzen. Sie gedeiht besonders auf stickstoffreichem Böden. In den Allgäuer Alpen steigt Lamium album subsp. album im Tiroler Teil auf der Oberen Hochalpe unterhalb des Hohen Lichts bis zu einer Höhenlage von 1932 Metern auf. Im Pustertal erreicht Lamium album subsp. album sogar eine Höhenlage von 2250 Meter und im Oberengadin 2270 Meter.
In China gedeiht Lamium album subsp. album an Rändern von Lärchen-Wäldern, an feuchten Standorten in Lichtungen von Fichten-Wäldern Larix forest margins und halbschattigen Standorten von Grashügeln in Höhenlagen von 1400 bis 2400 Metern.
Die ökologischen Zeigerwerte nach Ellenberg sind: Lichtzahl 7 = Halblichtpflanze, Temperaturzahl = indifferent, Kontinentalitätszahl 3 = See- bis gemäßigtes Seeklima zeigend, Feuchtezahl 5 = Frischezeiger, Feuchtewechsel= keinen Wechsel der Feuchte zeigend, Reaktionszahl: indifferent, Stickstoffzahl 9 = übermäßigen Stickstoffreichtum zeigend, Salzzahl 0 = nicht salzertragend, Schwermetallresistenz = nicht schwermetallresistent.
Die Weiße Taubnessel ist in Mitteleuropa Oberdorfer eine Kennart des Verbands der Klettenfluren (Arction lappae). Sie kommt aber auch in Pflanzengesellschaften der Unterklasse Galio-Urticenea vor.
Die ökologischen Zeigerwerte nach Landolt et al. 2010 sind in der Schweiz: Feuchtezahl F = 3 (mäßig feucht), Lichtzahl L = 3 (halbschattig), Reaktionszahl R = 3 (schwach sauer bis neutral), Temperaturzahl T = 4 (kollin), Nährstoffzahl N = 5 (sehr nährstoffreich oder überdüngt), Kontinentalitätszahl K = 4 (subkontinental).
Lamium album subsp. album ist in Mitteleuropa eine Ruderalpflanze, Archäophyt und Kulturfolger. Lamium album subsp. album ist sehr ausbreitungaktiv. Sie profitiert von der Eutrophierung der Landschaft durch Düngung und Verschmutzung mit organischen Materialien.

## Systematik und Verbreitung

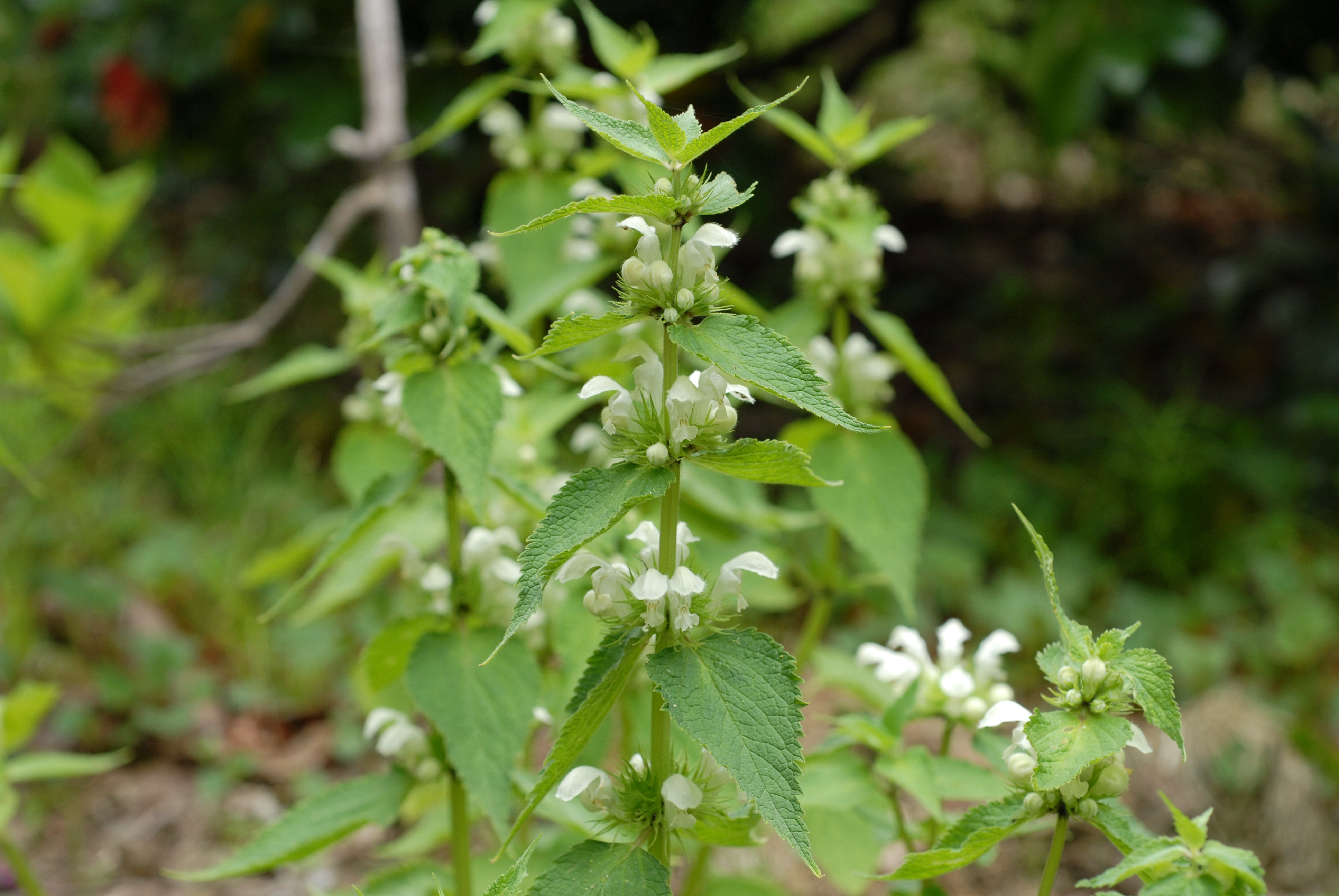
Lamium album subsp. barbatum

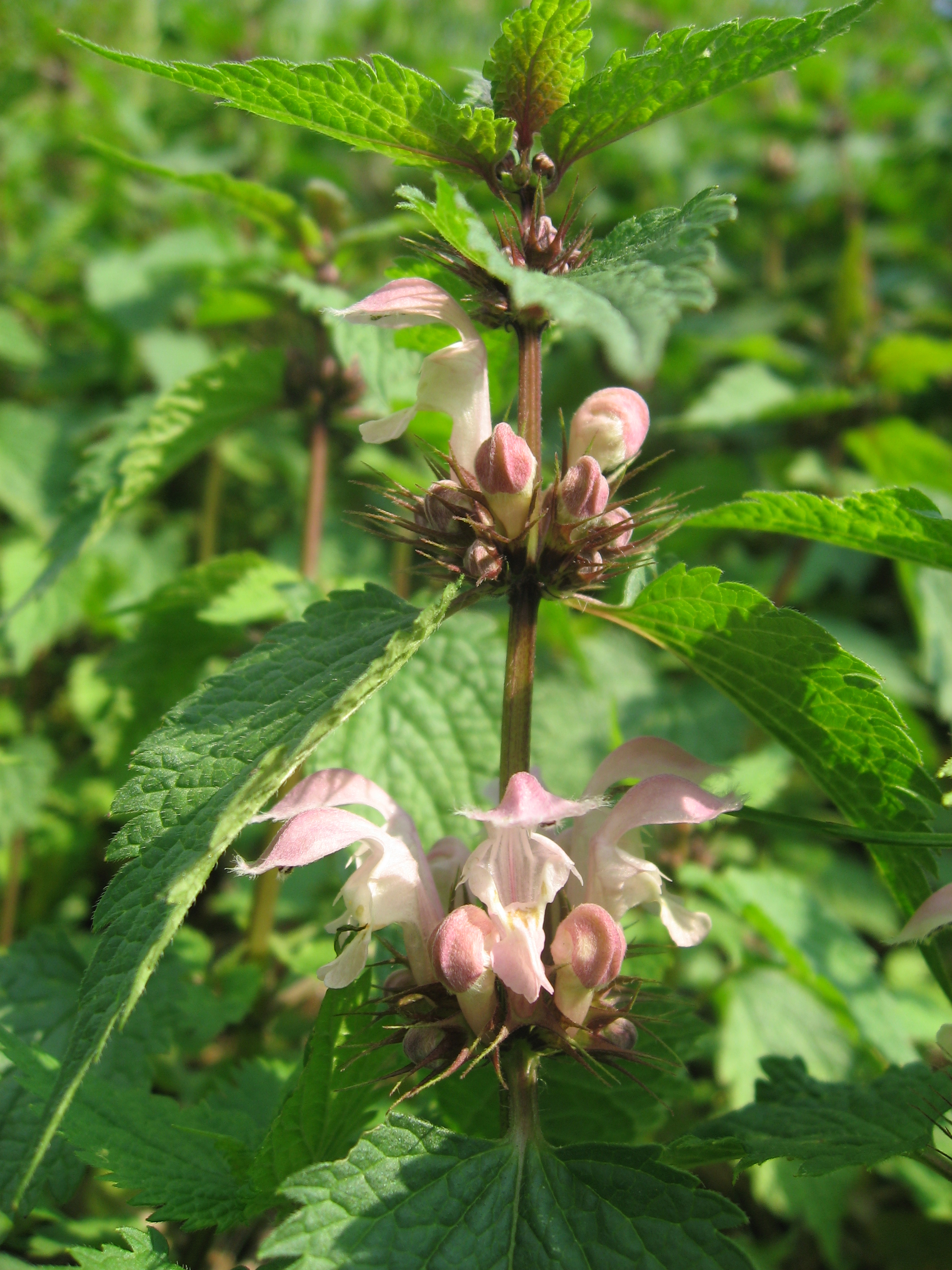
Lamium album subsp. barbatum

Die Erstveröffentlichung von Lamium album erfolgte 1753 durch Carl von Linné in Species Plantarum, Tomus II, S. 579. Das, im chinesischen Hubei gesammelte, Typusmaterial wurde mit der Sammelnummer Wilson 588 im Herbarium des Royal Botanic Gardens, Kew hinterlegt. Ein Homonym ist Lamium album Desf., veröffentlicht in René Louiche Desfontaines: Flora Atlantica, 2, 1798, S. 18. Das Artepitheton album bedeutet weiß. Synonyme für Lamium album L. sind: Lamium dumeticola Klokov, Lamium petiolatum Royle ex Benth., Lamium vulgatum Benth. nom. superfl., Lamium vulgatum var. album (L.) Benth. nom. illeg.
Die Weiße Taubnessel ist in ganz Eurasien in den gemäßigten Gebieten weitverbreitet. In zahlreichen weiteren Ländern beispielsweise in Nordamerika oder Neuseeland ist sie ein Neophyt.
Je nach Autor gibt es wenige Unterarten:
- Lamium album L. subsp. album (Syn.: Lamium brachyodon (Bordz.) Kuprian., Lamium capitatum Sm., Lamium dumeticola Klokov, Lamium hyrcanicum A.P.Khokhr., Lamium niveum Rchb. f. nom. illeg., Lamium parietariifolium Benth., Lamium sempervirens A.P.Khokhr., Lamium transcaucasicum A.P.Khokhr., Lamium turkestanicum Kuprian., Lamium album var. brachyodon Bordz., Lamium album subsp. hyrcanicum (A.P.Khokhr.) Menitsky, Lamium album var. parietariifolium (Benth.) Nyman, Lamium album var. roseum Dumort., Lamium album subsp. sempervirens (A.P.Khokhr.) Menitsky, Lamium album subsp. transcaucasicum (A.P.Khokhr.) Menitsky, Lamium album subsp. turkestanicum (Kuprian.) Kamelin & A.L.Budantsev, Lamium album var. viciosoi Pau): Sie ist in Eurasien von Europa über Vorder- sowie Zentral- bis Ostasien weitverbreitet. Es gibt Fundortangaben für Spanien, Frankreich, Italien, die Schweiz, Österreich, Deutschland, die Niederlande, Belgien, Dänemark, Schweden, Finnland, Norwegen, Polen, die Baltischen Staaten, Belarus, die Ukraine, die Krim, den europäischen Teil Russlands, die ehemalige Tschechoslowakei, das ehemalige Jugoslawien, Bulgarien, Rumänien, Ungarn, die Türkei, Irak, Iran, Nordkaukasien, Transkaukasien, Tadschikistan, Turkmenistan, Kasachstan, Usbekistan, Kirgisistan, die Mongolei, die Innere Mongolei, die chinesischen Provinzen Xinjiang, Gansu sowie Shanxi,[5] Westsibirien, Jakutsien, Altai, Amur, Irkutsk, Tuwa, Khabarovsk, Krasnoyarsk, Burjatien und Primorje.[18][21][4] Beispielsweise in Nordamerika und Neuseeland ist sie ein Neophyt.[18]
- Lamium album subsp. barbatum (Siebold & Zucc.) Mennema (Syn.: Lamium album var. barbatum (Siebold & Zucc.) Franch. & Sav., Lamium barbatum Siebold & Zucc.,[22] Lamium barbatum var. glabrescens C.Y.Wu & S.J.Hsuan, Lamium barbatum var. hirsutum C.Y.Wu & S.J.Hsuan, Lamium barbatum var. rigidum C.Y.Wu & S.J.Hsuan, Lamium takeshimense Nakai, Lamium album var. kitadakense N.Yonez., Lamium album subsp. orientale Kamelin & A.L.Budantsev,[23] Lamium album var. takeshimense (Nakai) Kudô): Sie ist von Westsibirien über die Mongolei,[23] die Innere Mongolei und die chinesischen Provinzen Anhui, Gansu, Guizhou, Hebei, Heilongjiang, Henan, Hubei, Hunan, Jiangsu, Jilin, Liaoning, Shaanxi, Shandong, Shanxi, Sichuan sowie Zhejiang[22] bis Russlands Fernem Osten, Korea, Japan und die Kurilen verbreitet.[18][20]
- Lamium album subsp. crinitum (Montbret & Aucher ex Benth.) Mennema (Syn.: Lamium crinitum Montbret & Aucher ex Benth., Lamium leucolophum Hausskn. ex R.R.Mill, Lamium oreades Azn., Lamium persicum Boiss. & Buhse, Lamium petiolatum Royle ex Benth., Lamium robertsonii Boiss., Lamium setidens Freyn): Sie ist vom europäischen Teil der Türkei über Vorderasien bis zum westlichen Himalaja verbreitet.[18] Es gibt Fundortangaben für die Türkei,[21] den Irak, den Iran, Turkmenistan, Afghanistan, Pakistan, Kaschmir und Nepal.[4][24]

## Inhaltsstoffe
Die Weiße Taubnessel enthält Gerb- und Schleimstoffe sowie Cholin, Saponine und in geringen Mengen ätherische Öle. In den Blüten finden sich Iridoide, Flavonole, Phenylpropanderivate sowie weitere Terpene.

## Verwendung

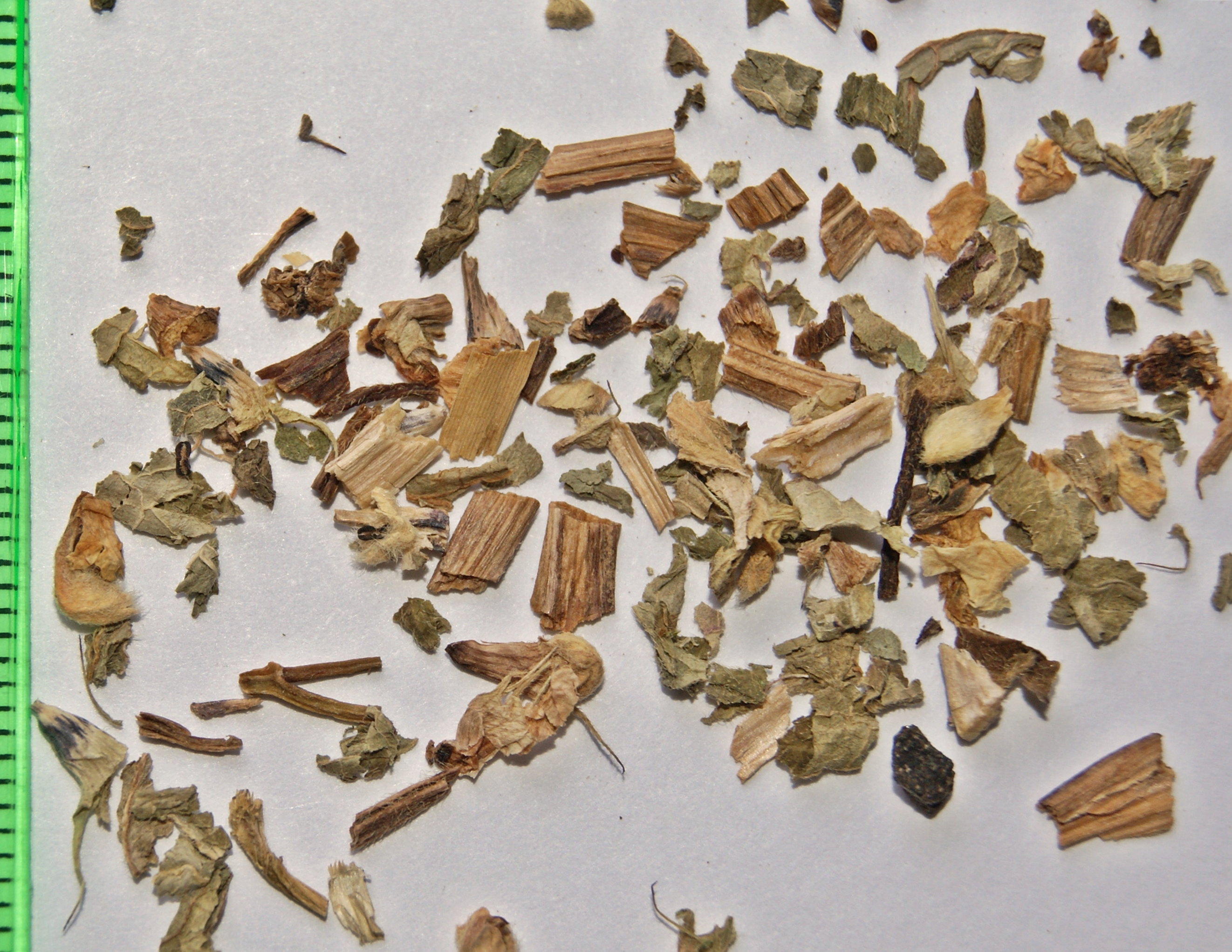
Droge Lamii albi herba

### In der Volksmedizin
Die Weiße Taubnessel wird als Heilpflanze verwendet und trug im Mittelalter auch die Bezeichnungen „bynßauge“ und lateinisch Barotus.
Die Droge wird, wenn sie nur aus den Blüten besteht, Taubnesselblüten = Lamii albi flos, wenn auch Stängel sowie Laubblätter verwendet werden, Taubnesselkraut = Lamii albi herba genannt.
Pharmazeutische Anwendungen sind noch nicht gesichert bearbeitet:
Von der Droge Taubnesselblüten sind in der Volksmedizin innerliche Anwendungen bei Katarrhen der oberen Luftwege bekannt. Von äußerlichen Anwendungen bei Entzündungen der Mund- und Rachenschleimhaut und leichten oberflächlichen Entzündungen der Haut wurde berichtet. Die Droge Taubnesselkraut wird ähnlich wie Taubnesselblüten verwendet. Doch gibt es eine Vielzahl von weiteren Anwendungen in der Volksmedizin zu finden.

### Als Nahrungsmittel
Früher wurden die jungen Pflanzenteile der Weißen Taubnessel als Gemüse gegessen. Die jungen Laubblätter werden roh oder gegart gegessen. Sie können zu Salaten oder Gemüsezubereitungen hinzugefügt werden. Man kann die Laubblätter auch für spätere Nutzung trocknen. Die Laubblätter sind eine gute Quelle für Vitamin A. Aus den Blüten kann ein wohlschmeckender Tee aufgebrüht werden.

### Als Bienenweide
Die Blüten der Weißen Taubnessel sind eine recht gute Bienenweide, von einem Hektar Taubnessel können bis zu 190 kg Honig pro Vegetationsperiode erzielt werden.